# Golden Spike Ostrava
Il Golden Spike Ostrava è un meeting internazionale di atletica leggera, inserito nel circuito IAAF World Challenge, che si tiene annualmente nel mese di maggio al Městský stadion di Ostrava nella Repubblica Ceca.

## Edizioni
Di seguito la tabella delle ultime edizioni del meeting.
| Anno | Edizione | Circuito                  | Dettagli                  |
| ---- | -------- | ------------------------- | ------------------------- |
| 2006 | XLV      | IAAF Grand Prix 2006      | Golden Spike Ostrava 2006 |
| 2007 | XLVI     | IAAF Grand Prix 2007      | Golden Spike Ostrava 2007 |
| 2008 | XLVII    | IAAF Grand Prix 2008      | Golden Spike Ostrava 2008 |
| 2009 | XLVIII   | IAAF Grand Prix 2009      | Golden Spike Ostrava 2009 |
| 2010 | XLIX     | IAAF World Challenge 2010 | Golden Spike Ostrava 2010 |
| 2011 | L        | IAAF World Challenge 2011 | Golden Spike Ostrava 2011 |
| 2012 | LI       | IAAF World Challenge 2012 | Golden Spike Ostrava 2012 |
| 2013 | LII      | IAAF World Challenge 2013 | Golden Spike Ostrava 2013 |
| 2014 | LIII     | IAAF World Challenge 2014 | Golden Spike Ostrava 2014 |
| 2015 | LIV      | IAAF World Challenge 2015 | Golden Spike Ostrava 2015 |
| 2016 | LV       | IAAF World Challenge 2016 | Golden Spike Ostrava 2016 |
| 2017 | LVI      | IAAF World Challenge 2017 | Golden Spike Ostrava 2017 |
| 2018 | LVII     | IAAF World Challenge 2018 | Golden Spike Ostrava 2018 |
| 2019 | LVIII    | IAAF World Challenge 2019 | Golden Spike Ostrava 2019 |